# Hymna Malediv
Quaumii salaam je státní hymnou Malediv. Text napsal v roce 1948 Muhammad Jameel Didi, hudbu složil v roce 1972 WD Amaradeva.

## Historie
Až do konce 40. let 20. století byla hymnou Malediv melodie bez textu. V roce 1948 bylo rozhodnuto, že stará hymna bude nahrazena novým textem a melodií. Slova složil Mohamed Jameel Didi. Jameel hledal melodii pro svůj text. Jeho strýc, Hussain Salahuddine, si pořídil hodiny, které v pravé poledne hrály melodii skotské písně Auld Lang Syne, rozhodl se použít tuto melodii, kterou upravil, aby odpovídala slovům.
V roce 1972 Maledivy měla navštívit Alžbeta II a vláda považovala za nutné složit pro hymnu jinou melodii. Tu složil WD Amaradeva. K této melodii byl použit původní text, který byl poupraven z důvodu, že Maledivy jsou od roku 1968 republikou.

## Text
| Tána | Latinka | Transkripce API |
| --- | --- | --- |
| :ކޯރަސް އެވެ ޤައުމީ މިއެކުވެރިކަން މަތީ ތިބެގެން ކުރީމެ ސަލާމް ޤައުމީ ބަހުން ގިނަހެޔޮ ދުޢާ ކުރަމުން ކުރީމެ ސަލާމް ޤައުމީ ނިޝާނަށް ޙުރުމަތާއެކު ބޯލަނބައި ތިބެގެން އައުދާނަކަން ލިބިގެން އެވާ ދިދައަށް ކުރީމެ ސަލާމް ކޯރަސް އެވެ ނަސްރާ ނަސީބާ ކާމިޔާބުގެ ރަމްޒަކަށް ހިމެނޭ ފެއްސާއި ރަތާއި ހުދާ އެކީ ފެނުމުން ކުރީމެ ސަލާމް ކޯރަސް އެވެ ފަޚްރާ ޝަރަފް ގައުމަށް އެހޯދައިދެއްވި ބަތަލުންނަށް ޒިކްރާގެ މަތިވެރި ޅެންތަކުން އަދުގައި ކުރީމެ ސަލާމް ކޯރަސް އެވެ ދިވެހީންގެ އުންމެން ކުރި އަރައި ސިލްމާ ސަލާމަތުގައި ދިވެހީންގެ ނަން މޮޅުވުން އަދައި ތިބެގެން ކުރީމެ ސަލާމް ކޯރަސް އެވެ މިނިވަންކަމާ މަދަނިއްޔަތާ ލިބިގެން މިޢާލަމުގާ ދިނިގެން ހިތާމަތަކުން ތިބުން އެދިގެން ކުރީމެ ސަލާމް ކޯރަސް އެވެ ދީނާއި ވެރިންނަށް ހެޔޮހިތުން ހުރުމަތް އަދާކުރަމުން ސީދާ ވަފާތެރިކަންމަތީ ތިބެގެން ކުރީމެ ސަލާމް ކޯރަސް އެވެ ދައުލަތުގެ އަބުރާ ޢިއްޒަތާ މަތިވެރިވެގެން އަބަދަށް އައުދާނަވުން އެދި ހެޔޮދުޢާ ކުރަމުން ކުރީމެ ސަލާމް ކޯރަސް އެވެ | Kooras eve: Qaumii mi ekuverikan matii tibegen kuriime salaam. Qaumii bahun gina heyo duaa kuramun kuriime salaam. Qaumii nishaanah hurumataa eku boolanbai tibegen, Audaa nakan libigen e vaa dida ah kuriime salaam. Kooras eve Nasraa nasiibaa kaamiyaabu ge ramzakah himenee, Fessaa rataai hudaa ekii fenumun kuriime salaam. Kooras eve Fakhraa sharaf gaumah e hoodai devvi batalunnah, Zikraage mativeri lhentakun adugai kuriime salaam. Kooras eve Divehiinge ummen kuri arai silmaa salaamatugaa, Divehiinge nan molhu vun adai tibegen kuriime salaam. Kooras eve Minivankamaa madaniyyataa libigen mi aalamugaa, Dinigen hitaama takun tibun edigen kuriime salaam. Kooras eve Diinaai verinnah heyo hitun hurumai adaa kuramun, Siidaa vafaaterikan matii tibegen kuriime salaam. Kooras eve Daulatuge aburaa izzataa mativeri vegen abadah, Audaana vun edi heyo duaa kuramun kuriime salaam. Koras eve | [koː.ɾas e.ʋe] [gau̯.miː mi e.ku.ʋe.ɾi.kan̪ ma.t̪iː t̪i.be.gen̪ ku.ɾiː.me sa.laːm] [gau̯.miː ba.hun̪ gi.na he.jo d̪u.ʕaː ku.ɾa.mun̪ ku.ɾiː.me sa.laːm] [gau̯.miː n̪i.ʂaː.nah huɾ.ma.t̪aː e.ku boː.lan̪.ba(i̯) t̪i.be.gen̪] [au̯.d̪aː n̪a.kan̪ li.bi.gen̪ e.waː d̪i.d̪a (j)ah ku.ɾiː.me sa.laːm] [koː.ɾas e.ʋe] [n̪as.ɾaː n̪a.siː.baː kaː.mi.jaː.bu ge ɾam.za.kah hi.me.n̪eː] [fes.saː(i̯) ɾa.taː.i hu.daː e.kiː fe.n̪u.mun̪ ku.ɾiː.me sa.laːm] [koː.ɾas e.ʋe] [fax.ɾaː ʂa.ɾaf gau̯.mah e.hoː.d̪a.i d̪eʋ.ʋi ba.t̪a.lun̪.n̪ah] [zik.ɾaː.ge ma.t̪i.ʋe.ɾi ɭen̪.t̪a.kun̪ a.d̪u.ga(i̯) ku.ɾiː.me sa.laːm] [koː.ɾas e.ʋe] [d̪i.ʋe.hiːn̪.ge um.men ku.ɾi a.ɾa.i sil.maː sa.laː.ma.t̪u.gaː] [d̪i.ʋe.hiːn̪.ge n̪an̪ mo.ɭu ʋun̪ a.d̪a(i̯) t̪i.be.gen̪ ku.ɾiː.me sa.laːm] [koː.ɾas e.ʋe] [mi.n̪i.wan̪.ka.maː ma.d̪a.nij.ja.t̪aː li.bi.gen̪ mi ʕaː.la.mu.gaː] [d̪i.n̪i.gen̪ hi.t̪aː.ma.t̪a.kun̪ t̪i.bun̪ e.d̪i.gen̪ ku.ɾiː.me sa.laːm] [koː.ɾas e.ʋe] [d̪iː.naː(.)i ʋe.ɾin̪.n̪ah he.jo hi.t̪un̪ hu.ɾu.ma(i̯) a.d̪aː ku.ɾa.mun̪] [siː.d̪aː wa.faː.t̪e.ɾi.kan̪ ma.t̪iː t̪i.be.gen̪ ku.ɾiː.me sa.laːm] [koː.ɾas e.ʋe] [d̪au̯.la.t̪u.ge a.bu.ɾaː ʕiz.za.t̪aː ma.t̪i.ʋe.ɾi ʋe.gen̪ a.ba.d̪ah] [au̯.d̪aː.na wun̪ e.d̪i he.jo d̪u.ʕaː ku.ɾa.mun̪ ku.ɾiː.me sa.laːm] [koː.ɾas e.ʋe] |